# Ladislav Zápotocký
Ladislav Zápotocký (ur. 12 stycznia 1852 w Pradze, zm. 16 grudnia 1916 tamże) – czeski polityk socjaldemokratyczny, działacz związkowy.

## Działalność
Pochodził z rodziny o tradycjach krawieckich i już w młodości interesował się sprawami publicznymi i związkowymi. W 1873 walcząc o podwyżki płac zorganizował strajk krawiecki. Angażował się również w pracę dziennikarską i od 1876 był redaktorem naczelnym pisma „Budounost”. A w 1878 był współzałożycielem Czeskiej Partii Socjaldemokratycznej. Za swoją działalność polityczną został skazany i w latach 1881–1884 był więziony, a po odbyciu kary, został zmuszony do opuszczenia rodzinnego miasta. Po kilku latach powrócił do Pragi i od 1900 stał na czele związku zawodowego kolejarzy.

## Rodzina
W 1880 poślubił Barborę Dolejšovą, a w 1884 urodził się syn Antonín.